# Măcărești, Ungheni
Măcărești este satul de reședință al comunei cu același nume din raionul Ungheni, Republica Moldova. Se află la distanța de 23 km de Ungheni.

## Personalități
- Ion Șișcanu (n. 1939) - istoric și profesor universitar moldovean.